# إتريوم
الإتريوم عنصر كيميائي رمزه Y وعدده الذري 39؛ وينتمي إلى عناصر المستوى الفرعي d ويقع في المرتبة الثانية ضمن عناصر المجموعة الثالثة في الجدول الدوري. وفقاً لترتيب العدد الذري فإنّ الإتريوم فلزٌّ انتقالي، وهو يشبه عناصر اللانثانيدات كيميائياً، ويصنّف تاريخياً ضمن العناصر الأرضية النادرة. الإتريوم فلز ذو لون فضّي، وهو لا يوجد أبداُ في الطبيعة على هيئة عنصر حر، إنما مشتركاً مع اللانثانيدات في معادنها، كما يوجد لهذا العنصر نظير مستقر وحيد.
أطلق على الإتريوم هذه التسمية نسبة لقرية اسمها إتربي بالقرب من مدينة ستوكهولم في السويد، والتي اكتشف فيها معدن الغادولينيت (المعروف أيضاً باسم الإتربيت) الحاوي على هذا العنصر.
أهم استخدام للإتريوم في الوقت الحاضر هو كونه أحد مكونات المواد الفسفورية، وخاصة تلك المستخدمة في مصابيح الثنائيات الباعثة للضوء (LED). استخدم الإتريوم تاريخياً في تركيب المواد الفسفورية الحمراء في شاشات عرض أجهزة التلفاز القديمة المعتمدة على صمام الأشعة المهبطية؛ كما يستخدم الإتريوم أيضاً في إنتاج الأقطاب الكهربائية والكهارل والمرشحات الإلكترونية والليزر والموصلات الفائقة، بالإضافة إلى دخوله في عدد من التطبيقات الطبية المختلفة. من جهة أخرى، لا يعرف للإتريوم أي دور حيوي، ويمكن أن يؤدي التعرض لمركبات الإتريوم إلى التسبب بحدوث أمراض تنفسية لدى البشر.

## التاريخ وأصل التسمية

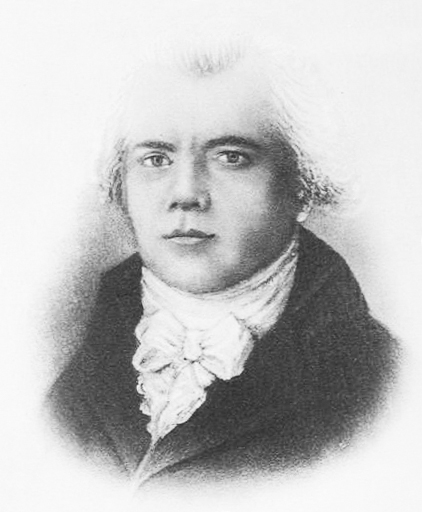
يوهان غادولين مكتشف أكسيد الإتريوم

في سنة 1787 عثر كارل أكسل أرينيوس  على صخرة سوداء ثقيلة في مقلع قديم بالقرب من قرية إتربي  السويدية (حالياً جزء من أرخبيل ستوكهولم ). واعتقد بدايةً أنها قد تكون حاوية على معدن غير معروف بعد لعنصر التنغستن المكتشف حديثاً حينها، وأطلق على المعدن اسم إتربيت  نسبة إلى مكان الاكتشاف، وأرسل عينات إلى عدة كيميائيين من أجل تحليله. من بينهم، تمكن الكيميائي يوهان غادولين  في أكاديمية توركو  أن يتعرف على أكسيد جديد في العينة التي أرسلها أرينيوس، وذلك في سنة 1789، وقام بنشر النتائج الكاملة للتحاليل في سنة 1794.
أكد آندرز غوستاف إيكبرغ  نتائج التحليل، وأطلق على الأكسيد الجديد اسم إتريا . كانت المركبات الكيميائية حينها يطلق عليها اسم التراب ، وفي العقود التالية طبق الكيميائيون المبادئ الجديدة في اكتشاف العناصر الكيميائية التي رسخها أنطوان لافوازييه ، بحيث أن كل أكسيد جديد (تراب) مكتشف يمكن تحليله إلى العناصر الأولية المكونة له، أي أن اكتشاف تراب جديد هو مكافئ لاكتشاف عنصر جديد ضمنه، وفي هذه الحالة سيكون اسم العنصر إتريوم. وكان الكيميائي فريدرش فولر  أول من تمكن من عزل العنصر بشكله الحر، في سنة 1828 من مفاعلة مركب كلوريدي متطاير (والذي اعنقد أنه كلوريد الإتريوم الثلاثي) مع البوتاسيوم.
بعد ذلك، وفي سنة 1843، وجد كارل غوستاف موساندر  أن عينات تراب الإتريا المستخرجة حينها حاوية على أكاسيد لثلاثة عناصر كيميائية متمايزة، وهي: الإتريوم والتربيوم والإربيوم. ولاحقاً تمكن جان شارل غاليسارد دي مارينياك  من عزل أكسيد لعنصر رابع، وهو الإتيربيوم، في سنة 1878. تمكن الكيميائيون لاحقاً من تطوير طرق عزل تلك العناصر الجديدة المكتشفة من أكاسيدها، والتي تعود جذر تسمية كل منها إلى قرية إتربي، مكان اكتشافها. بما أن تراب الإتريا المستخرج حينها لم يكن مركباً أكسيدياً لعنصر واحد إنما معدناً، لذلك غير مارتن كلابروت  تسميته إلى غادولينيت  تكريماً لمكتشفه غادولين.
كان الرمز الكيميائي Yt هو المعتمد لهذا العنصر إلى أوائل عشرينيات القرن العشرين، بعد ذلك أصبح الرمز Y الشائع لهذا العنصر في الوسط العلمي.

## الوفرة الطبيعية

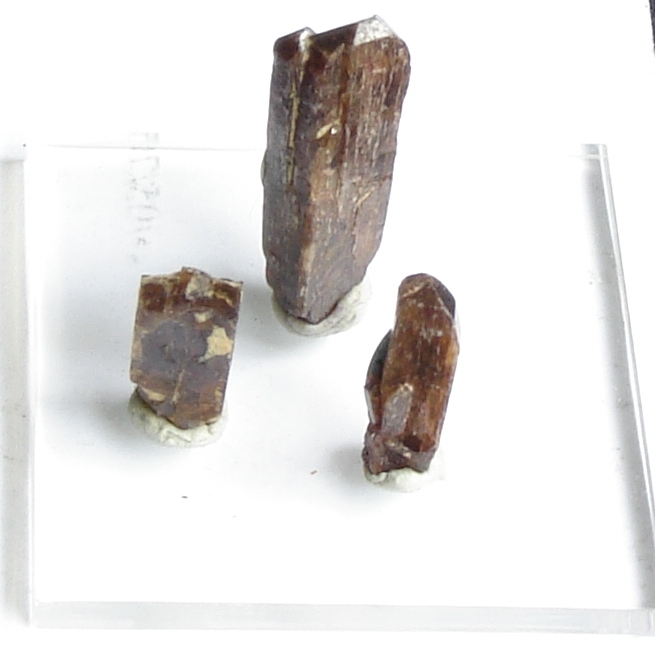
معدن الزينوتيم، أحد المعادن الحاوية على الإتريوم

يوجد عنصر الإتريوم في الطبيعة في أغلب المعادن الأرضية النادرة، كما يوجد في بعض خامات اليورانيوم، ولكنه لا يوجد على الإطلاق في القشرة الأرضية على شكله العنصري الحر. يبلغ متوسط تركيز الإتريوم في القشرة الأرضية مقدار 31 جزء في المليون ، وبذلك يأتي في المرتبة 43 بين العناصر الكيميائية من حيث الوفرة الطبيعية في القشرة الأرضية. يمكن أن يعثر على الإتريوم في عدد من المعادن، منها باستنيسيت  ومونازيت  وزينوتيم . يتراوح تركيز الإتريوم في التربة بين 10 إلى 150 جزء في المليون ؛ وفي ماء البحر حوالي 9 جزء في الترليون . بينت تحاليل العينات المجموعة أثناء برنامج أبولو أن محتوى الإتريوم في التربة القمرية مرتفع نسبياً.
توجد توضعات جيدة للإتريوم في البرازيل والهند وكذلك في منجم بايان أوبو  في الصين. وفي سنة 2018 عثر على توضعات كبيرة للعناصر الأرضية النادرة في قعر البحر المجاور لجزيرة مينامي-توري-شيما  اليابانية.
أما في المجموعة الشمسية فيتكون الإتريوم عن طريق تفاعلات الانصهار النجمي ، وغالباً وفق عملية التقاط النيوترون البطيئة  (≈72%)، والنسبة المتبقية من عملية التقاط النيوترون السريعة .(≈28%). تتم العملية السريغة عبر التقاط نيوترون من العناصر الأخف أثناء الانفجارات في المستعرات العظمى ؛ أما العملية البطيئة فتحدث أيضاً من النقاط نيوترون من العناصر الأخف، ولكن داخل النجوم العملاقة الحمراء النباضة .

## الاستخراج
بسبب التشابه الكيميائي الكبير مع اللانثانيدات فإن الإتريوم يوجد في الطبيعة مشتركاً معها في خاماتها من المعادن الأرضية النادرة، ويستخرج وفق أساليب الاستخلاص والتكرير ذاتها. عادة ما يتم التمييز بين تلك الخامات بشكل تقريبي بين خامات العناصر الأرضية النادرة الخفيفة  وبين خامات العناصر الأرضية النادرة الثقيلة . يتركز الإتريوم في مجموعة الخامات الثقيلة نظراً لكبر حجمه الأيوني، على الرغم من انخفاض كتلته الذرية.
يمكن أن يستخرج الإتريوم من واحد من هذه الخامات:
1. معدن الباستنيسيت، وهو معدن من معادن الكربونات الفلوية، ويبلغ المحتوى الوسطي من الإتريوم فيه 0.1%[27][30] وكان يستخرج بكميات كبيرة في النصف الثاني من القرن العشرين من منجم [ط 30] في ولاية كاليفورنيا.[27][29]
2. معدن المونازيت، وهو من معادن الفوسفات، ويبلغ المحتوى الوسطي من الإتريوم فيه بين 2%،[27] إلى 3%.[16] توجد توضعات كبيرة منه في الهند والبرازيل،[27][29] وغالباً ما يكون مرافقاً السيريوم مرافقاً سائداً في هذه الخامات.[31]
3. معدن الزينوتيم، وهو أكثر خامات المعادن الأرضية النادرة غنىً بالإتريوم، إذ يتركب من فوسفات الإتريوم الثلاثي، ويصل محتوى الإتريوم فيه إلى 60%،[27] وذلك على الشكل زينوتيم (Y).[32][33][34] توجد توضعات كبيرة من هذه الخامة في منجم بايان أوبو في الصين.[27][29]

يمكن أن يستخرج الإتريوم من غضار امتزاز الأيونات ، وهي من منتجات تجوية الغرانيت، ويصل محتوى الإتريوم فيها من العناصر الأرضية النادرة  إلى 1% فقط، ولكن المركّز النهائي للخامة قد يصل محتواه من الإتريوم إلى 8%. تتنتشر هذه الأنواع من الغضار جنوبيّ الصين. يعثر على الإتريوم أيضاً في معدني السامارسكيت  والفرغوسونيت .

## الإنتاج
إن فصل العناصر الأرضية النادرة عن بعضها هي عملية صعبة. في البداية استخدمت تقنية التبلور التجزيئي  لمحلول من أملاح العناصر الأرضية النادرة، ويمكن تطبيقها للحصول على كميات صغيرة. من إحدى الطرائق التي يمكن استخدامها من أجل استحصال الإتريوم النقي من خليط الخامات الأكسيدية بأسلوب صناعي إجراء عملية إذابة في حمض الكبريتيك، ثم بتحضير قطفات باستخدام كروماتوغرافيا التبادل الأيوني . عند إضافة أملاح أمونيوم رابعية  على هيئة مستخلصات ، فإن أغلب الإتريوم يبقى في الطور المائي. وعندما يكون الأيون المقابل من النترات، فإن اللانثانيدات الخفيفة تزال، وعندما يكون الأيون المقابل الثيوسيانات، فإن اللانثانيدات الثقيلة تزال. وعلى هذه الشاكلة يمكن الحصول بالنهاية على أملاح إتريوم بنقاوة مرتفعة. وتؤدي إضافة حمض الأكساليك إلى الحصول على راسب من أكسالات الإتريوم . يحول ملح الأكسالات إلى الأكسيد بالتسخين في وسط من الأكسجين. من الأكسيد يمكن مثلاً المفاعلة مع فلوريد الهيدروجين للحصول على فلوريد الإتريوم الثلاثي. ثم يمكن استحصال الفلز بإجراء عملية اختزال باستخدام الكالسيوم في فرن حث كهربائي .
بلغ الإنتاج العالمي من أكسيد الإتريوم في سنة 2001 حوالي 600 طن، وازداد في سنة 2014 ليصل إلى 7,000 طن. وقدرت الاحتياطات العالمية من أكسيد الإتريوم في سنة 2014 بأكثر من 500,000 طن. ومن الدول الرائدة في إنتاج هذا الفلز كل من الصين والهند والبرازيل وأستراليا بالإضافة إلى الولايات المتحدة الأمريكية.

## النظائر
إن جميع عناصر المجموعة الثالثة في الجدول الدوري هي ذات عدد ذري فردي، ولذلك لا يوجد لها عدد كبير من النظائر المستقرة. فللسكانديوم نظير مستقر وحيد، وكذلك الأمر بالنسبة للإتريوم. فالنظير إتريوم-89 89Y هو الشكل الوحيد المتوفر طبيعياً للإتريوم، وما يزيد من استقراره هو انخفاض قيمة المقطع النيوتروني .
يوجد هناك على الأقل 32 نظير مشع مصطنع  للإتريوم، وتتراوح أعدادها الكتلية بين 76 و108. وأقل تلك النظائر المصطنعة استقراراً هو النظير إتريوم-106 106Y بعمر نصف >150 نانوثانية، بليه النظير إتريوم-76 76Y بعمر نصف >200 نانوثانية. بالمقابل، فإن اكثر تلك النظائر المصطنعة استقراراً هو النظير إتريوم-88 88Y بعمر نصف 106.626 يوم. باستثناء النظائر إتريوم-91 91Y وإتريوم-87 87Y وإتريوم-90 90Y التي لها أعمار نصف 58.51 يوم، و79.8 ساعة، و64 ساعة، على الترتيب، فإن جميع النظائر المصطنعة المتبقية لها أعمار نصف أقل من يوم واحد، وأغلبها أقل من ساعة.
تضمحل نظائر الإتريوم ذات أعداد الكتلة الأقل من 88 بشكل رئيسي عبر انبعاث بوزيترون  لتتشكل نظائر السترونتيوم. في حين أن نظائر الإتريوم ذات أعداد الكتلة الأكبر من 90 فإنها تتضمحل عبر انبعاث إلكترون لتتشكل نظائر الزركونيوم. تبدي أيضاً النظائر ذات أعداد الكتلة الأعلى من 97 طريق اضمحلال ثانوي عبر انبعاث النيوترون.

## الخواص الفيزيائية

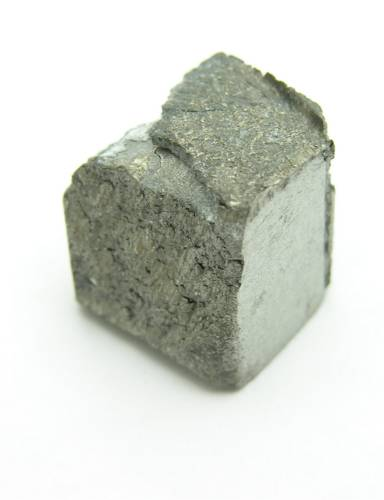
قطعة من الإتريوم

يوجد الإتريوم النقي في الظروف القياسية من الضغط ودرجة الحرارة على هيئة فلز ذي لون فضي، ولكن لونه يصبح معتماً نتيجة التعرض للضوء. وبعد هذا العنصر ثابتاً ومستقراً على العموم، فهو يقاوم نسبياً تأثير الهواء عندما يكون على قطع كبيرة، وذلك نتيجة التخميل  الحاصل بفعل طبقة الأكسيد الواقية المتشكلة على السطح، والتي يمكن أن تصل سماكتها إلى 10 ميكرومتر. أما المسحوق الناعم منه فأقل ثباتية تجاه الهواء، وعند تعرض الخراطة  إلى درجات حرارة أعلى من 400 °س يمكن للأجزاء حديثة القطع فإنها تشتعل تلقائياً. وعند تسخين الإتريوم إلى درجات حرارة أعلى من 1000 °س في وسط من غاز النتروجين يتشكل مركب نتريد الإتريوم.

## الخواص الكيميائية
يقع الإتريوم في الجدول الدوري ضمن عناصر المجموعة الثالثة، وهو يصنف كيميائياً من الفلزات الانتقالية. كما هو متوقع الاتجاهات الدورية فإن الإتريوم أقل كهرسلبيةً  من السكانديوم (الاتجاه من الأعلى إلى الأسفل في الجدول)، وهو كذلك أقل كهرسلبية من عنصر الزركونيوم، العنصر التالي (الاتجاه من اليسار إلى اليمين) في عناصر الدورة الخامسة. ولكن بالرغم من ذلك، وبسبب الانكماش اللانثانيدي  فهو كذلك أقل كهرسلبية من عنصر اللوتيشيوم، العنصر التالي في مجموعته.
هناك شبه كبير للغاية للإتريوم مع اللانثانيدات، لدرجة أن يصنف معها ضمن العناصر الأرضية النادرة، وذلك ينعكس في حقيقة أن الإتريوم يتشارك مع اللانثانيدات في خاماتها من المعادن الأرضية النادرة. وللإتريوم شبه كيميائي أكبر لعناصر اللانثانيدات من جاره السكانديوم في المجموعة. للإتريوم حجم قريب من حجم مجموعة من أيونات اللانثانيدات الثقيلة المعروفة باسم مجموعة الإتريوم، والتي سلوكها في المحلول مشابه بشكل كبير له، كأنه واحد منها، ويمكن عزو هذا التشابه في السلوك الكيميائي إلى الانكماش اللانثانيدي. بالرغم من ذلك، فإن الإتريوم يختلف عن اللانثانيدات بكونه ثلاثي التكافؤ، في حين أن حوالي نصف اللانثانيدات يكون التكافؤ السائد فيها أقل من ثلاثة.

### المركبات الكيميائية

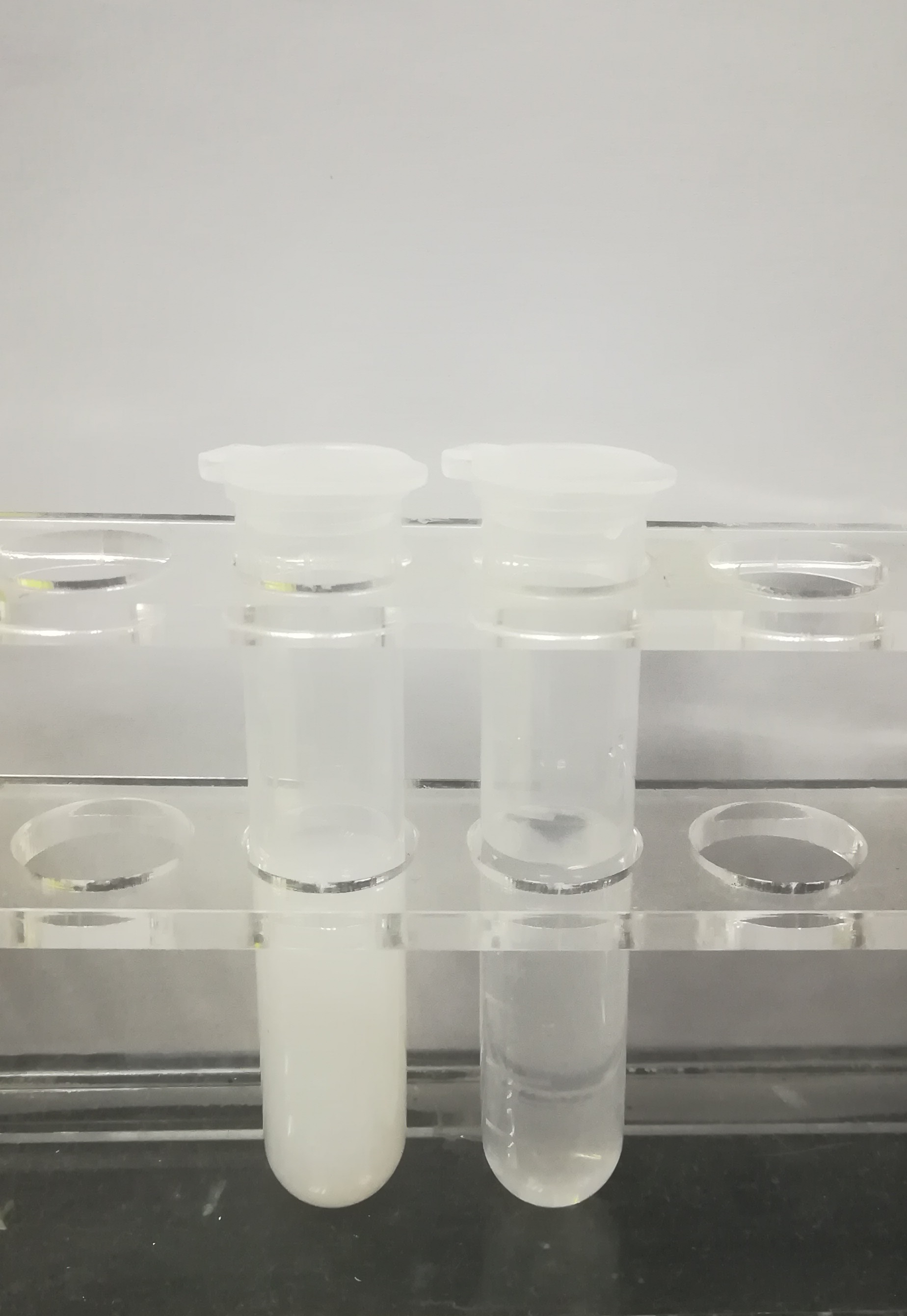
الأنبوب الأيسر: تفاعل أملاح الإتريوم المنحلة مع الكربونات مشكلةً راسب أبيض من كربونات الإتريوم. الأنبوب الأيمن: تؤدي إضافة فائض من محلول الكربونات القلوي إلى انحلال راسب الكربونات.

إن أغلب المركبات الكيميائية اللاعضوية التي يشكلها الإتريوم وهو في حالة الأكسدة  +3، ويكون فيها بالتالي ثلاثي التكافؤ. من جهة أخرى، وفي حالات خاصة يعثر على الإتريوم بحالة الأكسدة +2، كما في المصهور الكلوريدي؛ كما يمكن أن يوجد بحالة الأكسدة +1 في التكتلات العنقودية الأكسيدية  في الطور الغازي.
يشكل الإتريوم عدداً جيداً من المركبات ذات الانحلالية الجيدة في الماء، والأيون 3+Y عديم اللون في المحاليل، بسبب عدم وجود إلكترونات في أغلفة التكافؤ d وf. من مركبات الإتريوم المعروفة مركب أكسيد الإتريوم الثلاثي Y2O3 والمعروف أيضاَ باسم «الإتريا»، ويوجد عادة على شكل صلب أبيض. ويتفاعل الإتريوم مع الهالوجينات عند درجات حرارة قرابة 200 °س، مشكلاً الهاليدات الثلاثية الموافقة من الفلوريد YF3 والكلوريد YCl3 والبروميد YBr3. وبشكل مشابه يقوم الإتريوم بتشكيل عدد من المركبات اللاعضوية الثنائية  من الكربيد والفوسفيد والسيلينيد والكبريتيد. في شروط خاصة، يؤدي تفاعل تحلل مائي (حلمهة) لمركبات كربيد الإتريوم Y3C و Y2C وYC2 إلى الحصول على هيدروكربونات.
يستطيع الإتريوم تشكيل عدد من مركبات الإتريوم العضوية الحاوية على الرابطة الكيميائية كربون-إتريوم، ومن المعروف أن بعض هذه المركبات يكون فيها الإتريوم بحالة الأكسدة الصفرية. ويمكن أن تستخدم هذه المركبات على هيئة حفازات من أجل تفاعلات تشكيل ثلاثيات الوحدات (تريمر) . وعادة ما يستخدم مركب كلوريد الإتريوم الثلاثي مادة أولية في تحضير مركبات الإتريوم العضوية، والذي يحضر بدوره من مفاعلة أكسيد الإتريوم الثلاثي مع حمض الهيدروكلوريك وكلوريد الأمونيوم. كانت المعقدات التناسقية لمركبات الإتريوم العضوية من أوائل المعقدات التي وجد فيها أن تلامس  الربيطات  المحيطة بذرة الإتريوم المركزية في حالة الأكسدة الصفرية هو على هيئة تناسق سباعي (η7). وجد أن تبخير مركبات الغرافيت الإقحامية ، التي يقحم فيها الإتريوم في البنية البلورية للغرافيت مثل غرافيت-Y أو غرافيت-Y2O3 ، يؤدي إلى تشكيل الفوليرينات الداخلية  مثل Y@C82. وبينت دراسات الرنين المغناطيسي الإلكتروني  تشكل الأزواج الأيونية من 3+Y و3−(C82).

## الدور الحيوي
لا يعد الإتريوم من المغذيات الضرورية، وتوجد منه آثار شحيحة تقارب 0.5 ميليغرام وسطياً في جسم الإنسان، ويحوي حليب الأم على كمية نزرة منه مقدارها 4 جزء في المليون (ppm). لا يعد الإتريوم من العناصر التي تتركز في العظام مثل السترونتيوم والرصاص.
يمكن أن يعثر على الإتريوم في بعض الخضراوات بتراكيز تتراوح بين 20-100 جزء في المليون (ppm)، أعلاها في الملفوف. أما أعلى تركيز معروف للإتريوم في النباتات فهو 700 جزء في المليون (ppm)، وذلك في بذور النباتات الخشبية.

## المخاطر
لا يوجد للإتريوم تأثير سمي بالشكل الذي يقود إلى تصنيفه ضمن المواد الخطرة. إلا أن غبار الإتريوم ذو اشتعالية مرتفعة. لم يوضع حد التعرض الوظيفي  للإتريوم في بعض الدول بعد، في حين توصي إدارة السلامة والصحة المهنية  في الولايات المتحدة أن تكون قيمة حد العتبة  بمقدار 1 مغ/م3 عند تعرّض 8 لمدة 8 ساعات في يوم العمل. وتلك قيمة موافقة للقيمة التي حددها المعهد القومي للسلامة والصحة المهنية . تعد المستويات المرتفعة من الإتريوم بتراكيز تصل إلى 500 مغ/م3 ذات خطورة فورية على الحياة أو الصحة.
تصنف مركبات الإتريوم المنحلة في الماء ضمن المركبات متوسطة السمية، أما غير المنحلة فهي غير سامة. في التجارب على الحيوان أدى إعطاء الإتريوم إلى حدوث أضرار في الرئتين والكبد. أدى استنشاق مركب سترات الإتريوم  من الجرذان إلى حدوث وذمة الرئة  وضيق النفس ، في حين أن استنشاق كلوريد الإتريوم الثلاثي كان قد سبب أضرار في الكبد وانصباب جنبي  وفرط الدم التنفسي  في الرئة. قد يؤدي تعرض البشر إلى مركبات الإتريوم إلى التسبب بأمراض الرئة. أدى تعرض العمال إلى جسيمات غبار فانادات الإتريوم واليوروبيوم  المحمولة في الهواء إلى حدوث تهيجات في العينين والجلد والمسار التنفسي العلوي، ولكن ذلك يعود في الغالب بسبب الفاناديوم أكثر من كونه بسبب الإتريوم. يؤدي التعرض الكبير للإتريوم إلى التسبب بضيق النفس والسعال وألم بالصدر والزراق .

## الاستخدامات

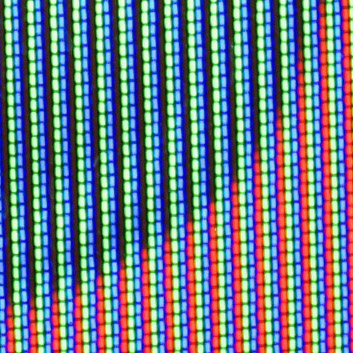
صورة مكبرة توضح الألوان المستخدمة في أجهزة التلفزيون العاملة بصمام الأشعة المهبطية، إذ كان الإتريوم مستخدماً لإصدار اللون الأحمر.

### المنتجات الاستهلاكية
كان الاستخدام الرئيسي للإتريوم منذ أواسط القرن العشرين دخوله في تركيب شاشات التلفاز الملون العامل بصمام الأشعة المهبطية  من أجل إصدار اللون الأحمر على شكل أكسيد الإتريوم أو كبريتيد أكسيد الإتريوم  Y2O2S المشوب بمادة فسفورية من أيون اليوروبيوم الثلاثي 3+Eu. يصدر الضوء الأحمر من اليوروبيوم، ولكن الإتريوم يستقبل الطاقة المنبعثة من مدفع الإلكترونات  ويمررها إلى المادة الفسفورية.
يستخدم الإتريوم على مادة مضافة للتلبيد  من أجل إنتاج نتريد السيليكون المسامي. تستخدم مركبات الإتريوم على هيئة حفازات من أجل بلمرة الإيثيلين. يدخل الإتريوم في تركيب الطبقة السطحية على الأقطاب الكهربائية لبعض شمعات الاحتراق الإلكترونية مرتفعة الأداء . كما يستخدم الإتريوم في تركيب الرتينات (قميص الغاز)  من أجل الفوانيس العاملة بغاز البروبان بديلاً عن الثوريوم المشع.

### الإلكترونيات البصرية

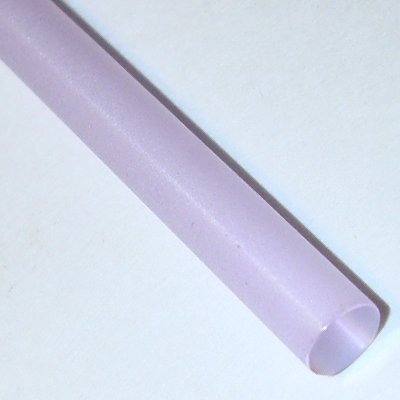
قضيب لتوليد ليزر Nd:YAG

يستخدم الإتريوم في إنتاج أنواع مختلفة من الغارنيت الاصطناعي . على سبيل المثال، يستخدم الإتريا (أكسيد الإتريوم) في صناعة مواد غارنيت الإتريوم والحديد YIG  Y3Fe5O12، وهي مواد ذات كفاءة مرتفعة على شكل مرشحات إلكترونية  للموجات المكروئية (ميكرويف)؛ ووجد أن التآثر المغناطيسي  أكثر تعقيداً مما كان يعتقد في السابق. كما لغارنيت الحديد والإتريوم YIG كفاءة مرتفعة أيضاً على هيئة جهاز إرسال  ومحول  للإشارات الصوتية. وهناك أيضاً غارنيت الإتريوم والألومنيوم YAG  Y3Al5O12 الذي يمكن إشابته بعدد من العناصر، مثل السيريوم YAG:Ce، والذي تستخدم بلوراته في تركيب المواد الفوسفورية في الثنائيات الباعثة للضوء (LED) الأبيض. وفي مثال آخر يدخل الإتريوم في تركيب أنواع مختلفة من الغارنيت مع عناصر الحديد والألومنيوم والغادولينيوم مثل Y3(Fe,Al)5O12 و Y3(Fe,Gd)5O12؛ وهي مواد ذات خواص مغناطيسية مهمة.
يستخدم عدد من المواد المختلفة التي يدخل الإتريوم في تركيبها، مثل أكسيد الإتريوم (الإتريا) وفلوريد الإتريوم والليثيوم  LiYF4 وأورثوفانادات الإتريوم  YVO4، إلى جانب عوامل إشابة  مثل النيوديميوم والإربيوم والإتيربيوم، في توليد الليزر العامل في مجال الأشعة تحت الحمراء القريب. تصنع البلورات الأحادية  من غارنيت الإتريوم والألومنيوم YAG المشوب باستخدام عملية تشوخرالسكي . تستطيع أشعة ليزر YAG أن تعمل في المجالات مرتفعة الطاقة، ويمكن أن تستخدم من أجل الحفر والقطع في الصناعات المعدنية.

### تطبيقات هندسية
يضاف الإتريوم بنسبة قليلة (من 0.1 إلى 0.2%) إلى بعض الفلزات من أجل التقليل من حجم الحبيبات  في الكروم والموليبدنوم والتيتانيوم والزركونيوم. يستخدم الإتريوم من أجل زيادة مقاومة سبائك الألومنيوم والمغنيسيوم. تؤدي إضافة الإتريوم إلى السبائك عموماً إلى تحسين قابلية التشغيل  ومقاومة إعادة التبلور عند درجات حرارة مرتفعة ، بالإضافة إلى تحسين مقاومة فعل الأكسدة عند درجات حرارة مرتفعة.
يمكن أن يستخدم الإتريوم أيضاً من أجل إزالة الأكسدة  في الفاناديوم والفلزات اللاحديدية الأخرى. تؤدي إضافة الإتريا إلى تثبيت استقرار البنية الزركونية المكعبة  في المجوهرات. اقترح استخدام الإتريوم مكوناً للعقد  في الحديد الزهر العقدي  مشكلاً من الكربون الغرافيتي عقداً متراصة  بدلاً من القشور  من أجل زيادة المطيلية  وزيادة مقاومة الكلال (الإرهاق) . يدخل أكسيد الإتريوم الثلاثي (الإتريا) بسبب ارتفاع نقطة انصهاره في تركيب بعض أنواع الخزف والزجاج، وخاصة في تركيب عدسات التصوير الضوئي، وذلك من أجل إضفاء خواص مقاومة للصدمات والتقليل من التمدد الحراري.

### تطبيقات طبية
يستخدم نظير الإتريوم-90 في تركيب بعض العقاقير مثل إيدوتريوتيد  وإبريتوموماب تيوكسيتان  لمعالجة اللمفوما  وابيضاض الدم  بالإضافة إلى أنواع مختلفة من السرطانات، بما فيها سرطانات الكبد والقولون والبنكرياس. يقوم مبدأ العلاج عن طريق نظير الاتريوم-90 المشع، الذي يقوم بالارتباط الوثيق بالأضداد وحيدة النسيلة ، والتي ترتبط بدورها بالخلايا السرطانية، مما يؤدي إلى القضاء عليها بسبب أشعة بيتا الشديدة المنبعثة من نظير الإتريوم-90 المشع.
تطبق تقنية العلاج الإشعاعي الداخلي الانتقائي  باستخدام نظير الإتريوم-90 بشكل خاص في معالجة سرطانة الخلية الكبدية ، إذ تتميز هذه الطريقة بانخفاض سميتها، وبانتقائيتها. يحقن العقار على هيئة كريات مكروئية مشعة مباشرة في مجرى الدم المغذي للكبد، ويمكن أن يصرف المرضى بعد العلاج بعدة ساعات. قد لا يمكن بواسطة هذا الأسلوب من العلاج القضاء على الورم المنتشر في كامل الكبد، ولكنه فعال إذا جرى التركيز على مقطع أو فص  كل مرة، ويمكن أن يتطلب الأمر عدة جلسات.
في تطبيق آخر، يحقن نظير الإتريوم-90 المشع بواسطة إبر دقيقة للغاية من أجل إجراء استئصال الغشاء الزلالي  أثناء معالجة المفاصل الملتهبة، وخاصة الركبتين، عند الأشخاص المصابين بالتهاب المفاصل الروماتويدي . من جهة أخرى، وبشكل تجريبي، استخدمت أنواع الليزر المنتجة عبر بلورات الغارنيت الاصطناعي الحاوية على الإتريوم في استئصال البروستات لدى الكلاب، في محاولة من أجل التقليل من الأضرار على الأنسجة والأعصاب المحيطة بالمنطقة.

### الموصلات الفائقة

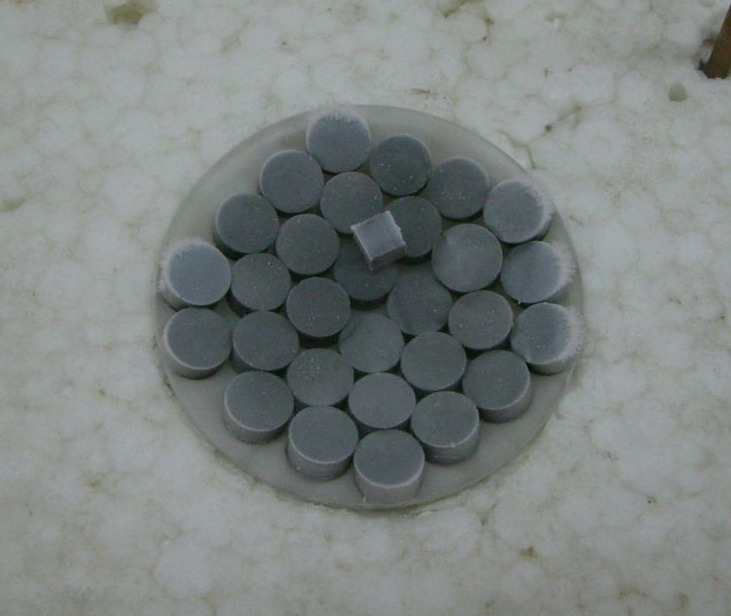
موصل فائق من YBCO.

يعد الإتريوم مكوناً أساسياً وهاماً في أكسيد النحاس والباريوم والإتريوم (YBCO) ، وهو موصل فائق طور في الولايات المتحدة في سنة 1987. وما يميز هذا الموصل الفائق كونه من الموصلات العاملة عند درجات حرارة مرتفعة ، لأن درجة الحرارة العاملة فيه أعلى من نقطة غليان النتروجين السائل (77.1 كلفن). يكون للنسب بين المواد المكونة لأكسيد النحاس والباريوم والإتريوم دور هام في حدوث الموصلية الفائقة.

### بطاريات الليثيوم
تضاف كميات ضئيلة من الإتريوم إلى المهابط  (الكاثود) في بعض بطاريات فوسفات الحديد والليثيوم  وذلك إلى فوسفات الحديد والليثيوم، مما يؤدي إلى تحسين كثافة الطاقة، ويزيد من أمان وعمر البطارية. لا تختلف خواص وميزات البطارية بإضافة الإتريوم، فمثلاً يبقى مقدار فرق الجهد الكهربائي 3.25 فولت؛ ولكن تبلغ قيمة الجهد الكهربائي العظمى للشحن مقدار 4.0 فولت.

### متفرقات
في سنة 2009 تمكن الباحث ماس سوبرامانيان  ومساعدوه في جامعة ولاية أوريغون من تحضير خضاب  من عناصر الإتريوم والإنديوم والمنغنيز، وهو خضاب خامل وغير سام ومقاوم للتقادم.